# جینی برلین
جینی برلین (انگلیسی: Jeannie Berlin؛ زادهٔ ۱ نوامبر ۱۹۴۹) یک هنرپیشه، و فیلم‌نامه‌نویس اهل ایالات متحده آمریکا است. وی از سال ۱۹۶۹ میلادی تاکنون مشغول فعالیت بوده‌است.

## بخشی از فیلمشناسی
از فیلم‌ها یا برنامه‌های تلویزیونی که وی در آن نقش داشته‌است می‌توان به آثار زیر اشاره کرد.
- درک روشن (۱۹۷۰)
- در یک روز آفتابی همه‌جا را می‌توانی ببینی (۱۹۷۰)
- استخوان (فیلم ۱۹۷۲) (۱۹۷۲)
- ستوان کلمبو (۱۹۷۶)
- در روح (۱۹۹۰)
- مارگارت (فیلم ۲۰۱۱) (۲۰۱۱)
- خباثت ذاتی (فیلم) (۲۰۱۴)
- کافه سوسایتی (فیلم) (۲۰۱۶)
- آن شب (مجموعه تلویزیونی) (۲۰۱۶)